# Грузія на літніх Паралімпійських іграх 2020
Грузія брала участь у літніх Паралімпійських іграх 2020 року в Токіо, Японія, з 24 серпня по 5 вересня 2021 року.

## Медалісти
| Медаль | Спортсмен        | Вид спорту           | Дисципліна            | Дата      |
| ------ | ---------------- | -------------------- | --------------------- | --------- |
| Срібло | Ніно Тібілашвілі | фехтування на візках | одиночна шабля        | 25 серпня |
| Срібло | Іна Калдані      | дзюдо                | жінки до 70 кг        | 29 серпня |
| Срібло | Реваз Чикоїдзе   | дзюдо                | чоловіки понад 100 кг | 29 серпня |

## Дзюдо
| Спортсмен         | Дисципліна            | 1/8 фіналу                             | Чвертьфінал                          | Півфінал                           | Фінал                                        | Фінал           |
| Спортсмен         | Дисципліна            | Суперник Результат                     | Суперник Результат                   | Суперник Результат                 | Суперник Результат                           | Місце           |
| ----------------- | --------------------- | -------------------------------------- | ------------------------------------ | ---------------------------------- | -------------------------------------------- | --------------- |
| Зурабіані Зураб   | чоловіки до 60 кг     | Ядамдордж Сухбаатар (MGL) Поразка 0–10 | Завершив виступ                      | Завершив виступ                    | Завершив виступ                              | Завершив виступ |
| Гам’яшвілі Джордж | чоловіки до 66 кг     | не брав участі                         | Віктор Руденко (ROC) Перемога 11–0   | Серхіо Ібаньєс (ESP) Поразка 0–10  | Юдзіро Сето (JPN) Поразка 0s1–10             | 5               |
| Калдані Джордж    | чоловіки до 73 кг     | Джибрило Яфа (POR) Перемога 11–0       | Магомедов Руфат (UKR) Перемога 10–0  | Теміржан Даулет (KAZ) Поразка 0–11 | Освальдас Барейкіс (LTU) Поразка 0–1         | 5               |
| Чикоїдзе Реваз    | чоловіки понад 100 кг | не брав участі                         | Кенто Масакі (JPN) Перемога 10–0     | Ширін Шаріпов (UZB) Перемога 10–0  | Мохаммадреза Хейроллазаде (IRI) Поразка 0–10 | 2               |
| Іна Калдані       | жінки до 70 кг        | не брав участі                         | Ленія Рувалькаба (MEX) Перемога 10–0 | Казура Огава (JPN) Перемога 10–0   | Алана Мальдонадо (BRA) Поразка 0–1           | 2               |

## Легка атлетика
| Спортсмен        | Дисципліна                     | Кваліфікація | Кваліфікація | Фінал           | Фінал           |
| Спортсмен        | Дисципліна                     | Результат    | Місце        | Результат       | Місце           |
| ---------------- | ------------------------------ | ------------ | ------------ | --------------- | --------------- |
| Кавтарадзе Давіт | чоловіки стрибки у довжину T38 | 5,76         | 12           | Завершив виступ | Завершив виступ |

## Пауерліфтинг
| Спортсмен         | Дисципліна      | Результат | Місце |
| ----------------- | --------------- | --------- | ----- |
| Разм Азар Ахмад   | чоловіки 80 кг  | 198       | 5     |
| Джинчарадзе Акакі | чоловіки 107 кг | 221       | 4     |

## Плавання
| Спортсмен   | Дисципліна                      | Попередні запливи | Попередні запливи | Фінал           | Фінал           |
| Спортсмен   | Дисципліна                      | Результат         | Місце             | Результат       | Місце           |
| ----------- | ------------------------------- | ----------------- | ----------------- | --------------- | --------------- |
| Тваурі Ніка | чоловіки 100 метрів брасом SB11 | 1:38,73           | 12                | Завершив виступ | Завершив виступ |

## Стрільба кульова
| Спортсмен            | Дисципліна                                         | Кваліфікація | Кваліфікація | Фінал           | Фінал           |
| Спортсмен            | Дисципліна                                         | Очки         | Місце        | Очки            | Місце           |
| -------------------- | -------------------------------------------------- | ------------ | ------------ | --------------- | --------------- |
| Чинчараулі Володимир | змішана 10 метрів пневматична гвинтівка стоячи SH2 | 625.6        | 18           | Завершив виступ | Завершив виступ |
| Чинчараулі Володимир | змішана 10 метрів пневматична гвинтівка лежачи SH2 | DSQ          | DSQ          | DSQ             | DSQ             |
| Чинчараулі Володимир | змішана 50 метрів гвинтівка лежачи SH2             | 616.7        | 20           | Завершив виступ | Завершив виступ |

## Фехтування на візках
| Спортсмен                                       | Дисципліна              | Групова стадія                        | Групова стадія                         | Групова стадія                       | Групова стадія                         | Групова стадія                          | Групова стадія                  | Групова стадія | 1/8 фіналу                              | Чвертьфінал                            | Півфінал                             | Фінал                          | Фінал            |
| Спортсмен                                       | Дисципліна              | Суперник Результат                    | Суперник Результат                     | Суперник Результат                   | Суперник Результат                     | Суперник Результат                      | Суперник Результат              | Місце          | Суперник Результат                      | Суперник Результат                     | Суперник Результат                   | Суперник Результат             | Місце            |
| ----------------------------------------------- | ----------------------- | ------------------------------------- | -------------------------------------- | ------------------------------------ | -------------------------------------- | --------------------------------------- | ------------------------------- | -------------- | --------------------------------------- | -------------------------------------- | ------------------------------------ | ------------------------------ | ---------------- |
| Тібілашвілі Ніно                                | жінки одиночна рапіра А | Джастін Харісса (HKG) · Перемога 5-4  | Гу Хайян (CHN) · Поразка 0-5           | Олена Євдокімова (ROC) · Поразка 4-5 | Андреа Єва Хаймасі (HUN) · Поразка 1-5 | Н/Д                                     | Н/Д                             | 12 Q           | Ронг Цзин (CHN) · Поразка 8-15          | Завершила виступ                       | Завершила виступ                     | Завершила виступ               | Завершила виступ |
| Тібілашвілі Ніно                                | жінки одиночна шабля А  | Євгенія Сичова (ROC) · Перемога 5-0   | Сільві Рут Морель (CAN) · Перемога 5-2 | Кінга Дродзь (POL) · Поразка 1-5     | Гу Хайян (CHN) · Поразка 4-5           | Н/Д                                     | Н/Д                             | 7 Q            | Трігілія Лоредана (ITA) · Перемога 15-9 | Морквич Наталія (UKR) · Перемога 15-13 | Бреус Євгенія (UKR) · Перемога 15-12 | Бянь Цзин (CHN) · Поразка 7-15 | 2                |
| Задішвілі Гванца                                | жінки одиночна рапіра А | Мандрик Наталія (UKR) · Поразка 4-5   | Мієко Мацумото (JPN) · Перемога 5-1    | Ю Чуей Чу (HKG) · Поразка 2-5        | Жужанна Крайняк (HUN) · Поразка 3-5    | Андрія Іонела Могос (ITA) · Поразка 2-5 | Н/Д                             | 14             | Завершила виступ                        | Завершила виступ                       | Завершила виступ                     | Завершила виступ               | Завершила виступ |
| Хецуряні Ірма                                   | жінки одиночна рапіра В | Марія Беатріс Віо (ITA) · Поразка 0-5 | Моніка Сантос (BRA) · Поразка 3-5      | Юен Пін Чун (HKG) · Перемога 5-0     | Сяо Жун (CHN) · Поразка 2-5            | Людмила Васільєва (ROC) · Поразка 3-5   | Чисато Абе (JPN) · Перемога 5-0 | 8 Q            | Моніка Сантос (BRA) · Перемога 15-7     | Марія Беатріс Віо (ITA) · Поразка 6-15 | Завершила виступ                     | Завершила виступ               | Завершила виступ |
| Хецуряні Ірма                                   | жінки одиночна шабля В  | Сайсуні Яна (THA) · Поразка 4-5       | Сяо Жун (CHN) · Поразка 4-5            | Террі Хейс (USA) · Перемога 5-1      | Сільві Таубер (GER) · Перемога 5-2     | Россана Паскіно (ITA) · Перемога 5-4    | Н/Д                             | 6 Q            | не брав участі                          | Россана Паскіно (ITA) · Перемога 15-14 | Тан Шумей (CHN) · Поразка 8-15       | Сяо Жун (CHN) · Поразка 6-15   | 4                |
| Хецуряні Ірма Тібілашвілі Ніно Задішвілі Гванца | жінки командна рапіра   | Угорщина Поразка 30-45                | Республіка Китай Поразка 36-45         | Китай Поразка 21-45                  | Н/Д                                    | Н/Д                                     | Н/Д                             | 7              | Завершили виступ                        | Завершили виступ                       | Завершили виступ                     | Завершили виступ               | Завершили виступ |